# Grazac (Górna Garonna)
Grazac – miejscowość i gmina we Francji, w regionie Oksytania, w departamencie Górna Garonna.
Według danych na rok 1990 gminę zamieszkiwało 366 osób, a gęstość zaludnienia wynosiła 51 osób/km² (wśród 3020 gmin regionu Midi-Pireneje Grazac plasuje się na 705. miejscu pod względem liczby ludności, natomiast pod względem powierzchni na miejscu 1311.).